# Municipio de San Francisco Ixhuatán
El municipio de San Francisco Ixhuatán es uno de los 570 municipios en que se encuentra dividido el estado mexicano de Oaxaca, localizado en el istmo de Tehuantepec. Su cabecera es la población de San Francisco Ixhuatán.

## Geografía
El municipio de San Francisco Ixhuatán se encuentra ubicado en el extremo sureste de Oaxaca, forma parte de la Región Istmo y del distrito de Juchitán. Tiene una extensión territorial de 213 344 kilómetros cuadrados que equivalen a 0.235 de la extensión total del estado. Sus coordenadas geográficas extremas son 16° 13- - 16°27′ de latitud norte y 94°25′ - 94°39′ de longitud oeste y su altitud va de 0 a 300 metros sobre el nivel el mar.
Sus límites corresponden al norte al municipio de Santiago Niltepec, al noreste al municipio de Reforma de Pineda, al este, sur y oeste con el municipio de San Francisco del Mar y al noroeste con el municipio de San Dionisio del Mar.

## Demografía
De acuerdo a los resultados del Censo de Población y Vivienda realizado en 2010 por el Instituto Nacional de Estadística y Geografía; la población total del municipio de San Francisco Ixhuatán es de 9 461 habitantes, de los cuales 4 766 son hombres y 4 695 son mujeres.
La densidad de población asciende a un total de 41.99 personas por kilómetro cuadrado.

### Localidades
El municipio incluye en su territorio un total de veinte localidades. Las principales, considerando su población del censo de 2020 son:
| Localidad              | Población (2020) |
| ---------------------- | ---------------- |
| San Francisco Ixhuatán | 5 433            |
| Carro Chico (Cerritos) | 552              |
| Las Palmas             | 499              |
| Cerro Grande           | 278              |
| Total municipio        | 9 461            |

## Política
El gobierno del municipio de San Francisco Ixhuatán es electo mediante el principio de partidos políticos, con en la gran mayoría de los municipios de México. El gobierno le corresponde al ayuntamiento, conformado por el presidente municipal, un síndico y el cabildo integrado por cuatro regidores. Todos son electos mediante voto universal, directo y secreto para un periodo de tres años que pueden ser renovables para un periodo adicional inmediato.

### Representación legislativa
Para la elección de diputados locales al Congreso de Oaxaca y de diputados federales a la Cámara de Diputados federal, el municipio de San Francisco Ixhuatán se encuentra integrado en los siguientes distritos electorales:
Local:
- Distrito electoral local de 20 de Oaxaca con cabecera en Juchitán de Zaragoza.[4]

Federal:
- Distrito electoral federal 7 de Oaxaca con cabecera en Ciudad Ixtepec.[5]

## Presidentes municipales
| Nombre                        | Período     | Partido |
| ----------------------------- | ----------- | ------- |
| César Augusto Matus Velásquez | 2016 - 2018 |         |
| Esperanza Aquino Pineda       | 2019 - 2021 |         |
| Felipe López Matus            | 2022 - 2024 |         |
| Felipe López Matus            | 2025 - 2027 |         |